# Cum grano salis

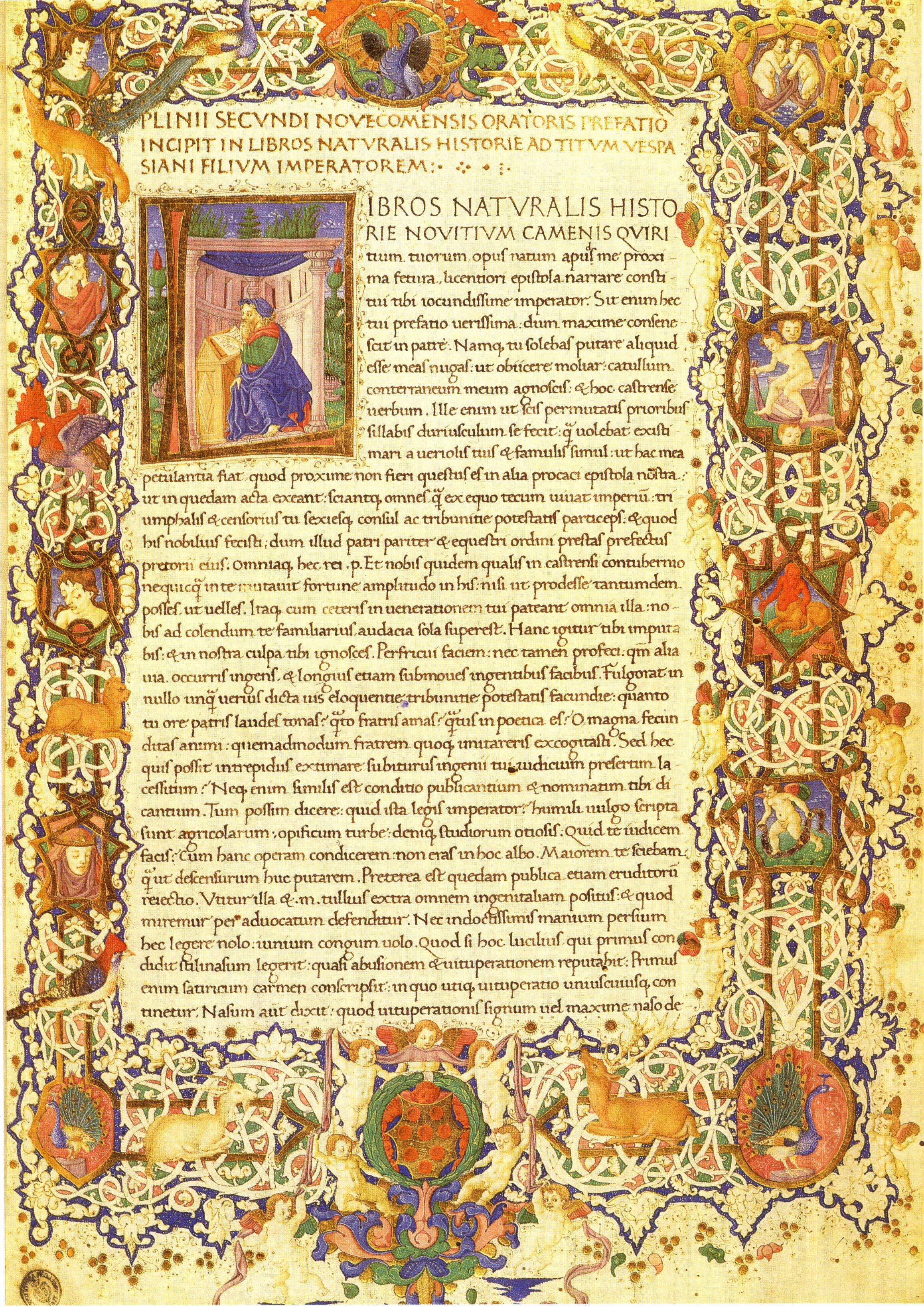
L'Histoire naturelle de Pline l'Ancien, manuscrit du XVe siècle, bibliothèque Laurentienne, Florence.

Cum grano salis (« avec un grain de sel ») est une expression latine qui indique qu'une remarque, un propos, ne doivent pas être compris littéralement, mais avec une certaine distanciation.

## Origine
Cette locution se trouve dans l'Histoire naturelle de Pline l'Ancien, dont le livre XXIII (LXXVII-149) relate que Pompée découvrit la recette d'un antidote contre le venin de serpent et les morsures de chien grâce à un mélange d'ingrédients auquel il fallait ajouter un grain de sel (« addito salis grano ») :

« Après la défaite de Mithridate, puissant monarque, Cn. Pompée trouva dans ses archives secrètes une recette que ce prince avait écrite de sa propre main ; c'était un antidote ainsi composé : Prenez deux noix sèches, deux figues, vingt feuilles de rue ; broyez le tout ensemble, après avoir ajouté un grain de sel : celui qui prendra ce mélange à jeun sera pour un jour à l'abri de tout poison »

— Histoire naturelle de Pline t. II, trad. Émile Littré, Paris, 1850.

## Champ sémantique
Le sens de cette expression, dans le langage courant, est qu'il ne faut pas prendre les choses au pied de la lettre mais « avec un grain de sel », c'est-à-dire avec une pointe d'esprit critique. Cet usage ne semble pas en lien direct avec la citation de Pline.
Or le mot latin sal, dont salis est le génitif, est polysémique : il désigne le sel, mais aussi l'esprit, la finesse, la plaisanterie, le stimulant. Dans cette acception, le sel qui donne de la saveur aux mets est pris au sens figuré comme la « pointe d'esprit que l'on met dans le langage ».
Dans plusieurs langues européennes, la locution est utilisée dans le sens d'une réaction sceptique, voire ironique, tandis qu’en espagnol elle signifie plutôt : « Traiter un sujet, en particulier un point ardu ou délicat, avec prudence et réflexion. »

## Nuances linguistiques
L'expression est moins répandue en France que dans les pays anglophones, où elle est traduite littéralement par with a grain of salt. Le Larousse du XXe siècle indique que dans cum grano salis « le mot sel a le sens figuré de enjouement, de badinage, et que l’on emploie pour faire entendre que ce qu’on dit ne doit pas être pris au sérieux », à l'instar du Dictionnaire des mots latins en français, pour lequel cette formule signifie  « que ce qu’on dit veut faire sourire et ne doit pas être pris à la lettre ». La nuance d'humour paraît moins présente dans la langue anglaise, plus nettement centrée sur l'idée de réserve, de scepticisme.
Frèdelin Leroux fils ajoute : « Au Canada, l’expression latine est rarissime. Nous employons volontiers la tournure française, le plus souvent avec le sens "anglais". » Il relève également que la plupart des occurrences qu'il a étudiées se situent entre les deux.